# 우자와 다쓰오
우자와 다쓰오(일본어: 鵜沢 達雄, 1952년 7월 13일 ~ )는 일본의 전 프로 야구 선수이다. 지바현 도가네시 출신이며 현역 시절 포지션은 투수였다.

## 인물
나루토 고등학교 시절에는 2학년부터 에이스로서 활약했는데 1969년 하계 고시엔 지바현 예선 준결승전에 진출하지만 지바 상업고등학교에 패하여 탈락했다. 1970년 여름에 열린 이치하라 고등학교와의 경기에서 노히트 노런을 달성했고, 히가시칸토 대회에 결승까지 올랐지만 와타나베 스스무(유격수)가 소속된 조시 상업고등학교에게서 9회에 1대 2로 끝내기 패배를 당하면서 고시엔 대회에는 출전하지 못했다.
1970년 드래프트 4순위로 다이요 웨일스에 입단하여 속구파 우완 투수로 기대받았고 프로 2년째인 1972년에 시즌 5승을 올렸지만 그 후에는 성적이 주춤했다. 1978년 오프에 모토이 미쓰오의 맞트레이드로 네모토 다카시와 함께 세이부 라이온스에 이적했다. 하지만 세이부에서도 등판 기회가 별로 없었고 1980년을 끝으로 현역에서 은퇴했다.
다이요에 입단할 당시에는 에이스였던 히라마쓰 마사지와 변하지 않을 정도의 위력이 있는 직구를 가졌고 변화구로는 낙차가 큰 커브, 슈토를 던졌다. 특색있는 속구의 릴리스 포인트가 제각각이어서 그런지 이것 때문에 제구가 안정되지 않는 등 부진의 원인이 됐다. 구종이 적은 것도 치명적이었다.

## 에피소드
- 1976년 7월 23일, 요미우리 자이언츠의 오 사다하루에게서 개인 통산 700호 홈런을 맞은 투수로도 알려졌다(또한 이 때 생중계를 담아낸 VTR은 현재도 TV 아사히[2]에 영상 기록으로 남아 있다).
- 주니치 드래곤스에서 투수로 활약했던 스즈키 다카마사는 고등학교 2년 후배이다.

## 상세 정보

### 출신 학교
- 지바현립 나루토 고등학교

### 선수 경력
- 다이요 웨일스·요코하마 다이요 웨일스(1971년 ~ 1978년)
- 세이부 라이온스(1979년 ~ 1980년)

### 개인 기록
- 첫 등판 : 1972년 4월 11일, 대 히로시마 도요 카프 1차전(히로시마 시민 구장), 6회말에 3번째 투수로서 구원 등판, 2이닝 1실점
- 첫 탈삼진 : 상동, 6회말에 미즈타니 지쓰오로부터
- 첫 승리 : 1972년 4월 13일, 대 히로시마 도요 카프 3차전(히로시마 시민 구장), 5회말에 3번째 투수로서 구원 등판, 4이닝 1실점
- 첫 선발 : 1972년 4월 25일, 대 요미우리 자이언츠 4차전(가와사키 구장), 1/3이닝 2실점에서 패전 투수
- 첫 선발 승리 : 1972년 5월 5일, 대 히로시마 도요 카프 4차전(가와사키 구장), 6이닝 무실점
- 첫 세이브 : 1975년 9월 14일, 대 한신 타이거스 25차전(한신 고시엔 구장), 7회말에 2번째 투수로서 구원 등판·마무리, 3이닝 무실점

### 등번호
- 59(1971년 ~ 1972년 시즌 도중)
- 18(1972년 시즌 도중 ~ 1978년)
- 20(1979년 ~ 1980년)

### 연도별 투수 성적
| 연 도      | 소 속      | 등 판 | 선 발 | 완 투 | 완 봉 | 무 4 구 | 승 리 | 패 전 | 세 이 브 | 홀 드 | 승 률 | 타 자 | 이 닝 | 피 안 타 | 피 홈 런 | 볼 넷 | 고 4 | 몸 맞 | 탈 삼 진 | 폭 투 | 보 크 | 실 점 | 자 책 점 | 평 자 책 | W H I P |
| ---------- | ---------- | ----- | ----- | ----- | ----- | ------- | ----- | ----- | -------- | ----- | ----- | ----- | ----- | -------- | -------- | ----- | ---- | ----- | -------- | ----- | ----- | ----- | -------- | -------- | ------- |
| 1972년     | 다이요     | 32    | 5     | 0     | 0     | 0       | 5     | 4     | --       | --    | .556  | 262   | 58.0  | 46       | 5        | 50    | 0    | 1     | 47       | 2     | 0     | 33    | 27       | 4.19     | 1.66    |
| 1973년     | 다이요     | 2     | 0     | 0     | 0     | 0       | 0     | 1     | --       | --    | .000  | 18    | 3.0   | 4        | 1        | 5     | 2    | 0     | 0        | 0     | 0     | 5     | 5        | 15.00    | 3.00    |
| 1974년     | 다이요     | 11    | 2     | 0     | 0     | 0       | 1     | 1     | 0        | --    | .500  | 90    | 19.1  | 14       | 2        | 19    | 0    | 1     | 19       | 0     | 0     | 9     | 8        | 3.79     | 1.71    |
| 1975년     | 다이요     | 12    | 1     | 0     | 0     | 0       | 0     | 1     | 1        | --    | .000  | 131   | 30.0  | 31       | 5        | 15    | 0    | 1     | 25       | 0     | 0     | 15    | 15       | 4.50     | 1.53    |
| 1976년     | 다이요     | 13    | 0     | 0     | 0     | 0       | 0     | 0     | 0        | --    | ----  | 75    | 16.1  | 10       | 1        | 17    | 0    | 1     | 12       | 1     | 0     | 11    | 9        | 5.06     | 1.65    |
| 1977년     | 다이요     | 12    | 4     | 0     | 0     | 0       | 1     | 2     | 0        | --    | .333  | 106   | 25.1  | 22       | 4        | 13    | 0    | 1     | 13       | 0     | 0     | 14    | 14       | 5.04     | 1.38    |
| 1979년     | 세이부     | 2     | 1     | 0     | 0     | 0       | 0     | 2     | 0        | --    | .000  | 15    | 2.2   | 5        | 1        | 2     | 0    | 0     | 3        | 0     | 0     | 5     | 2        | 6.00     | 2.63    |
| 통산 : 7년 | 통산 : 7년 | 84    | 13    | 0     | 0     | 0       | 7     | 11    | 1        | --    | .389  | 697   | 154.2 | 132      | 19       | 121   | 2    | 5     | 119      | 3     | 0     | 92    | 80       | 4.65     | 1.64    |